# おさな妻 私を抱いて…16歳の初夜
『おさな妻 私を抱いて…16歳の初夜』（おさなつま わたしをだいて…じゅうろくさいのしょや）はテレビ朝日系列『月曜ワイド劇場』で1983年8月8日に放送されたテレビドラマである。

## 概説
安田成美の初主演作。原作は富島健夫の小説『おさな妻』であるが、当作はそれをベースとしたアレンジ作品であり、劇中には安田の入浴シーンやベッドシーンの描写がある。当作は16歳の女子中学生（演：安田成実）と5歳の娘（演：神田亜矢子）を持つ42歳のサラリーマン（演：中村敦夫）の駆け落ちを描いたものであり、関東地方（テレビ朝日）での再放送は『傑作ワイド劇場』で数回放送された。
ちなみに、当作の仮題は企画書が『ザ・おさな妻』（ザ・おさなづま）、準備稿は『おさな妻'83』（おさなづま'83）であった。

## 出演
- 高井玲子 → 吉川玲子：安田成美[注 3] - 多摩市立多摩第二中学校に通う16歳の女子中学生。おじとは仲が悪く、おじの家を出てアパートに引っ越した。スナックでアルバイト[注 4]をしていることを秘密にしていたが、後にバレてクビになってしまう[注 5]。セイジの1人娘、マミが保育園の庭で1人で遊んでいるときに一緒に遊んで打ち解け、セイジとは家族のような付き合いとなり、その保育園で新しいアルバイトに就いた。嵐の夜にセイジが住むマンションへ行き、セイジに愛を告げた後、自分から抱きしめて結婚に至る。セイジと結婚したことを滝沢に「おままごと」とからかわれ、マミが中学校に来たときはクラスメイトにからかわれたことがあった。保育園からの電話でマミが行方不明になったことを知り、その後誘拐されたことを友達から知り、（友達と）一緒にマミを探しに行く。
- 吉川セイジ：中村敦夫[注 3] - 太平洋出版に勤める42歳のサラリーマン、同社の編集部次長。5年前に死別した妻との間にマミが居る。マイペースな性格であるが、家族のことは大切にしている。玲子と結婚した後も滝沢からの一方的な恋愛感情に悩まされた。終盤、作家と共に金沢経由で山陰へ出張（取材旅行を兼ねる）に行くが、玲子から掛かった電話でマミの誘拐を知り、出張を止めてマミ探しに協力する。
- 吉川マミ：神田亜矢子 - セイジの連れ子。多摩市立みゆき保育園に通う5歳の保育園児。母親の顔は写真でしか見たことがない。寝坊しそうになる父を起こすなどしっかりとした性格であり、父の手料理が好き。父が玲子と結婚した後も玲子は父のことばかりを気に掛けていたため、「父が好き」という気持ちは変わらなかった。終盤は保育園から脱走し、玲子が通う中学校に来て玲子を驚かせた後、保育園の前で近田に誘拐されてしまう[注 6]。
- 滝沢喜久子：中村晃子 - セイジの同僚で、肩書きは助手。法律に詳しいが、セイジのことを一方的に溺愛する。玲子とセイジが結婚することを勧めたが[注 7]、後に「面白いと思う」と冷やかした。玲子とセイジが結婚したことを電話で「お父さん・お母さんごっこ」と話し、結婚からしばらく経った玲子にも「おままごと」とからかった。近田の提案で酒場に行ったが酒癖が悪く、その場の悪ノリでマミの誘拐に加担し、モーテルでセイジの自宅に脅迫電話を掛けた。その後、酒場の件が原因で仲間割れが発生し、タケシに「もう止めようよ」と言って何度もお願いすると解放された[注 8]。会社に玲子のおじが来た日は（所用で不在の）セイジの代わりに応対し、玲子に付きまとっていることに対し「未成年に対する性的暴力に関する法律」（現在の「監護者わいせつ罪」[6]）の話をして追い返している。
- 玲子のおじ：小坂一也 - 小沢営繕社の経営者。玲子を溺愛し、襲おうとしたことが何度もあった[注 9]。玲子に対する執着心は強く、玲子のアパートや吉川の勤務先（太平洋出版）に押し掛けたことがあったが、滝沢の忠告（前述）で顔が真っ青になり、以降は玲子と距離を置いた。玲子が借りたアパートの保証人でもあり、アパートの前で玲子とトラブルを起こしたこともある。
- 玲子のおば：春川ますみ - 玲子のおじの妻。カラオケ教室によく通う。玲子が引っ越したアパートの前で夫が玲子ともめているのを止めようとしたが、自分も混乱した。玲子が借りたアパートの費用（敷金・引越し代など）を負担し、玲子の夫となるセイジの結婚の申込みを聞いた人でもある。
- 新井康弘
- 松田洋治
- 中里真美
- 根岸一正
- 益田愛子
- 竹内靖
- 新山真弓
- 板倉加代子
- 小島三児
- 有崎由見子
- 田中こずえ
- 大川陽子
- 御木ひろみ
- 井上智恵子
- 山中千多枝
- 阿川弓子
- 久木念
- 保坂博美
- 川村真理子
- 山口整久
- 草間璋夫
- 牧原由季
- スナックの店主：宮尾すすむ - 玲子のバイト先（スナック）の店主。玲子の学歴詐称がバレたときに「満16歳以上（高校生以上）でないと雇えない」と注意したが、玲子はシラを切った。その後、玲子の学生証を見ながら事情を聴いたが、玲子をクビにした[注 10]。
- 小沢象

## スタッフ
- 原作：富島健夫
- 脚本：福田善之
- 音楽：小六禮次郎
- プロデューサー：白崎英介（テレビ朝日）、津島平吉（東宝）
- 協力プロデューサー：車田守
- 制作担当者：神成文雄
- 助監督：萩原鐵太郎
- 監督：井上昭
- 製作：テレビ朝日、東宝